# Birr (circonscription britannique)
Pour les articles homonymes, voir Birr (homonymie).
Birr est une circonscription électorale du Royaume-Uni de Grande-Bretagne et d'Irlande, de 1885 à 1918.